# Włodzimierz Juszczak

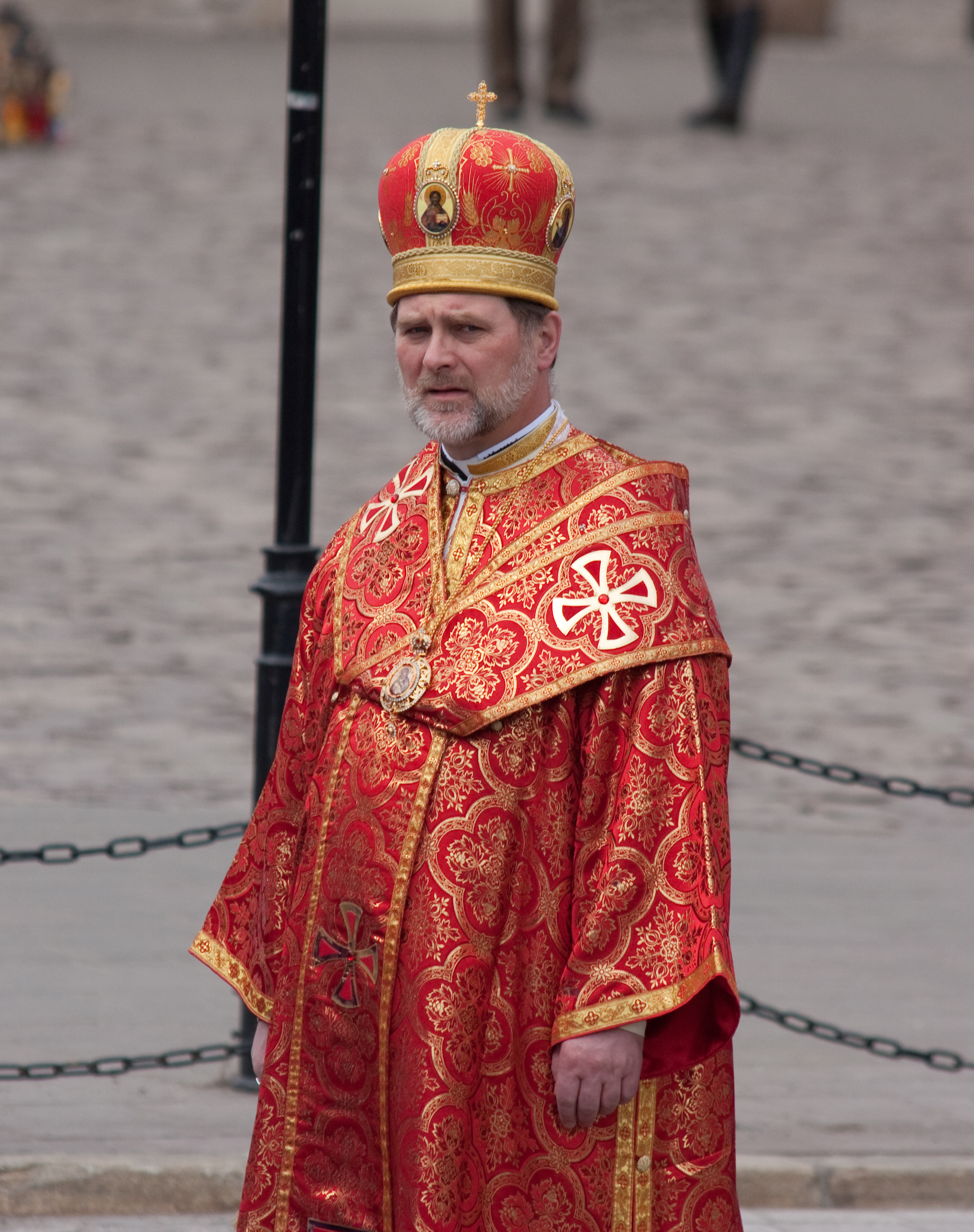
Włodzimierz Juszczak

Bischofswappen von Włodzimierza Juszczaka

Włodzimierz Roman Juszczak OSBM (* 19. Juli 1957 in Legnica) ist ein polnischer Ordensgeistlicher und ukrainisch-griechisch-katholischer Bischof von Breslau-Koszalin.

## Leben
Roman Juszczak wurde in der griechisch-katholischen Kirche von Legnica getauft. Er ging in Rosochata bei Legnica zur Grundschule und besuchte in Legnica die höhere Schule. In Legnica war der spätere Erzbischof Jan Martyniak Gemeindepfarrer und betreute die Jugendlichen.
Nach seinem Abitur trat er 1976 in die Ordensgemeinschaft der Basilianer des hl. Josaphat ein. Mit dem Ablegen des Ordensgelübdes wählte er als Ordensname „Vladimir“ (polnisch: Włodzimierz, nach Wladimir I.). Seine Noviziat ging bis 1978, er studierte Philosophie und Theologie am Priesterseminar in Warschau und empfing am 28. Mai 1983 von Kardinal Henryk Roman Gulbinowicz das Sakrament der Priesterweihe.
Danach wurde er Seelsorger in einer Pfarrgemeinde in Ermland-Masuren. 1989 berief ihn der Provinzial der Basilianer, der spätere Bischof Wassylij Medwit OSBM, zum Novizenmeister in das Basilianerkloster von Warschau. Gleichzeitig betreute er die aus der Ukraine, Rumänien und der Slowakei stammenden Seminaristen, die nach dem Sturz des Kommunismus in Polen studieren durften. Von 1993 bis 1999 war Juszczak im Kloster Węgorzewo für den Aufbau der griechisch-katholischen Gemeinden im Ermland-Masuren verantwortlich. Als Provinzial für die Ordensprovinz Ermland-Masuren leitete er auch eine Pfarrgemeinde der griechisch-katholischen Kirche in Warschau.
Am 24. April 1999 ernannte ihn Papst Johannes Paul II. zum Bischof von Breslau-Danzig (ab 2020 Breslau-Koszalin). Erzbischof Jan Martyniak von Przemyśl-Warschau und die Mitkonsekratoren Bischof Wassylij Medwit OSBM und Bischof Michel Hrynchyshyn CSsR weihten ihn am 19. Juni 1999 zum Bischof.